# Now We're in the Air
Now We're in the Air é um filme mudo estadunidense de 1927, do gênero comédia,  dirigido por Frank R. Strayer.

## Elenco
- Wallace Beery
- Raymond Hatton
- Louise Brooks